# Boxing Fever
Boxing Fever est un jeu vidéo de combat de boxe anglaise développé par Digital Fiction et édité par Majesco Entertainment, sorti en 2001 sur Game Boy Advance.

## Accueil
- Jeuxvideo.com : 10/20[1]